# Playa de El Carmen
La Playa de El Carmen, se sitúa en la localidad de Aramar, en la comarca del Cabo de Peñas, en el concejo de Gozón,  Asturias que es la misma localidad que donde están ubicadas  las playas de Aramar y El Dique. Debido a que el lecho es un pedrero con rocas, su utilización es muy baja así como el grado de urbanización de los alrededores
Para acceder a esta playa se utiliza el mismo que para ir a la de Aramar pues solo están a cien metros de distancia. Muy poco mar adentro hay un pequeño islote llamado «peña Cercada» en el que se encuentra la «capilla del Carmen» que junto con la playa de Aramar forman un «conjunto protegido». Las actividades que se pueden hacer son la pesca recreativa a caña y la  submarina, pero para hacer esta última hay que tener en cuenta que si la mar está agitada la visibilidad es muy escasa ya que las aguas se ponen muy turbias.